# Rhizoprionodon lalandii
El cazón picudo brasileño (Rhizoprionodon lalandii) es un carcarriniforme de la familia Carcharhinidae que habita en las aguas tropicales del océano Atlántico occidental entre las latitudes 13º N y 33º S, a profundidades de entre 3 y 70 m. Su longitud máxima es de 77 cm.